# 新奥里藏特
新奥里藏特是巴西巴伊亚州的一个市镇。总面积612.451平方公里，总人口7275人，人口密度11.9人/平方公里。